# Chetotassi dei Ditteri

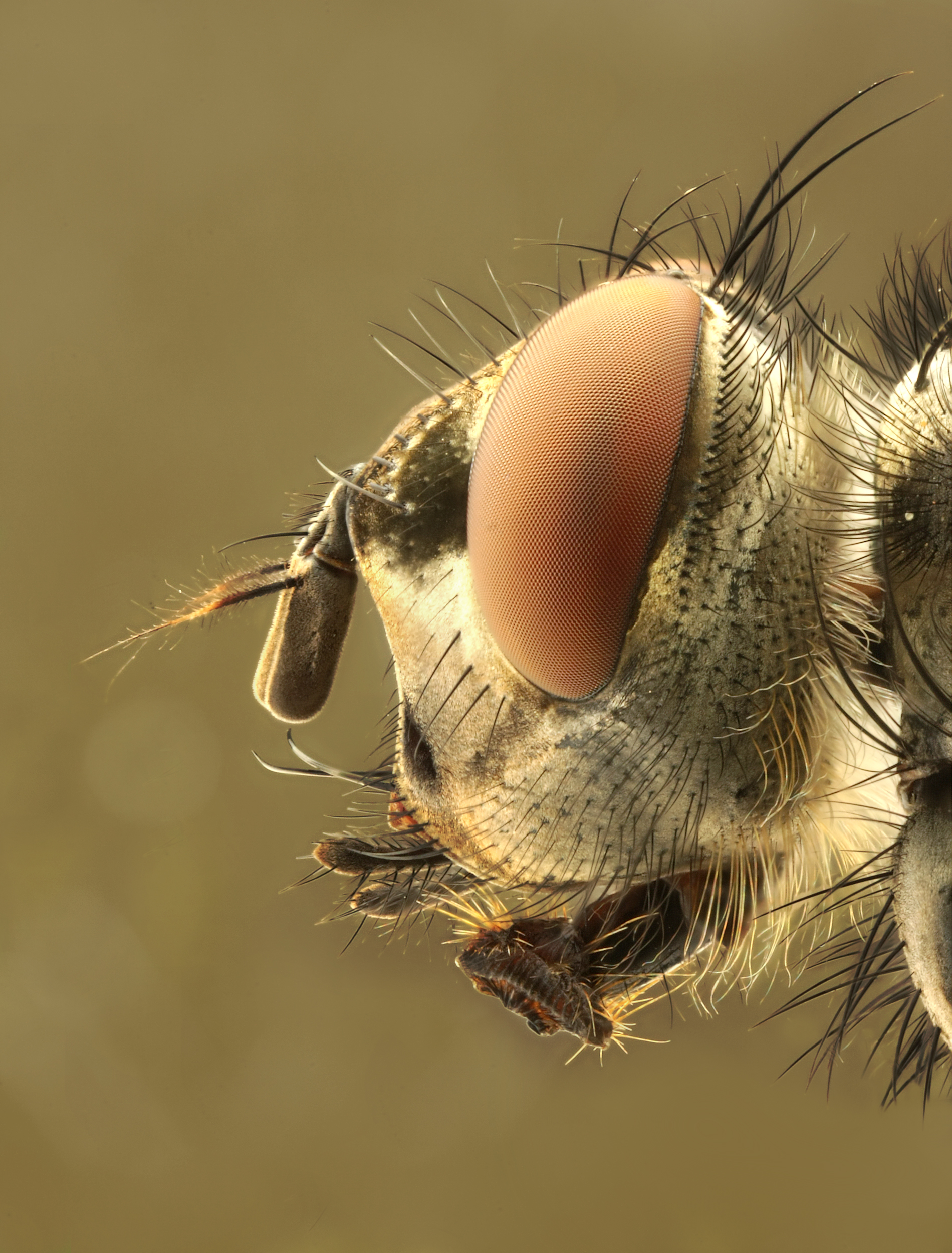
Chetotassi del capo di un calliforide.

La chetotassi dei Ditteri è un carattere morfologico utilizzato per la descrizione e la determinazione tassonomica all'interno di questo ordine. Fa fondamentalmente riferimento ad una codificazione della distribuzione degli annessi tricoidei più vistosi (setole o macrotrichi o macrochete) nelle più importanti regioni del corpo.
Questa codificazione è particolarmente accurata nel caso del capo e del torace, tuttavia, ai fini tassonomici, la descrizione si estende talvolta anche alla chetotassi delle antenne, delle zampe, delle ali e dell'addome. Nella maggior parte dei casi, questi annessi tegumentali sono apomorfie impiegate per l'analisi cladistica, spesso come elementi fondamentali per la definizione dei nodi.

## Chetotassi del capo

### Setole facciali
Sono posizionate ai lati della faccia, in prossimità delle parafacce.

### Setole fronto-orbitali
Sono posizionate nella regione frontale fra il margine frontale dell'occhio composto e l'inserzione delle antenne. Nella descrizione si fa spesso riferimento al numero, allo sviluppo in lunghezza e all'inclinazione assunta in avanti (proclinate), all'indietro (reclinate), lateralmente all'esterno (lateroclinate) o all'interno (medioclinate).
In base alla posizione si distinguono due tipi di setole fronto-orbitali:
- orbitali o periorbitali: sono allineate parallelamente al margine frontale dell'occhio composto, talvolta distinte in superiori e inferiori;
- frontali o interfrontali: sono posizionate nella regione frontale, fra il triangolo ocellare e la lunula, e in genere sono di minore sviluppo rispetto alle periorbitali.

### Setole genuali
Non sempre presenti, sono disposte sulle gene, fra l'occhio composto, la faccia e il margine peristomale.

### Setole occipitali
Sono peli o setole brevi posizionate nella regione occipitale, in genere in numero elevato, fra le postoculari e il collo. In genere non sono menzionate nelle descrizioni.

### Setole ocellari
In numero di due, in genere, sono inserite nella placca ocellare ai lati dell'ocello anteriore e sono rivolte in avanti. Nella descrizione si fa in genere riferimento solo alla loro presenza.

### Setole paraverticali
Sono posizionate nella regione occipitale, dietro le setole verticali. Nelle descrizioni si fa riferimento alla loro eventuale presenza. Diversi Autori usano la denominazione alternativa di setole occipitali interne.

### Setole postgenuali
Sono posizionate nelle gene sopra l'apparato boccale, dietro le eventuali sottovibrissali. In genere non sono menzionate nelle descrizioni.

### Setole postocellari
Dette anche setole postverticali, sono costituite da un paio di setole inserite nella sommità del capo (vertice) immediatamente dietro la placca ocellare. Nella descrizione si fa spesso riferimento all'inclinazione laterale e si specifica perciò l'eventuale convergenza o divergenza. In alcuni gruppi, le setole postocellari sono assenti, ma al loro posto può comparire un paio di peli della placca ocellare più sviluppati degli altri; in questo caso, molti Autori usano la denominazione di setole pseudopostocellari.

### Setole postoculari
Sono presenti nella regione parietale e si allineano parallelamente al margine posteriore dell'occhio composto. Sono per lo più rappresentate da numerose brevi setole e sono presenti nella maggior parte dei taxa. Per questo motivo, spesso non sono menzionate e, in ogni modo, si fa riferimento esclusivamente alla loro presenza.

### Setole sopracervicali
Sono brevi setole, riunite in due ammassi simmetrici nella parte posteriore del capo, immediatamente sopra il foro occipitale. In genere non sono prese in considerazione ai fini tassonomici.

### Setole sopravibrissali
Sono posizionate sulle gene anteriormente e dorsalmente rispetto alle vibrisse. In genere non si fa riferimento alla loro presenza se non quando sono determinanti ai fini tassonomici.

### Setole sottovibrissali
Sono posizionate sulle gene posteriormente rispetto alle vibrisse. In genere non si fa riferimento alla loro presenza se non quando sono determinanti ai fini tassonomici.

### Setole verticali
Sono in genere rappresentate da due paia di setole allineate ai lati del vertice, fra l'occhio composto e la placca ocellare, formanti una serie trasversale con le postocellari. In base alla posizione, in ogni lato si distingue una verticale esterna (o verticale laterale), adiacente al margine dorsale dell'occhio, e una verticale interna (o verticale mediale), più vicina alla placca ocellare. Sono presenti nella maggior parte dei taxa e non presentano particolari specificità, perciò nella descrizione ci si limita spesso a specificarne l'eventuale assenza.

### Vibrisse
Sono due robuste setole presenti in molti taxa e si dispongono sull'angolo che delimita il passaggio tra il clipeo e le gene, presso il margine anteriore dell'apertura boccale. In genere assumono una posizione orizzontale e si dirigono in avanti e trasversalmente, incrociandosi davanti alla base del labbro superiore.

## Chetotassi del torace
La chetotassi del torace è codificata specificamente per la zona dorsale indicando il numero e la distribuzione negli scleriti del mesotergite e genericamente, facendo riferimento, per lo più, all'eventuale presenza, per gli scleriti pleurali.

### Setole acrosticali
Sono allineate nella zona mediana del mesonoto in una o più serie longitudinali. Si usa talvolta distinguere fra setole presuturali e postsuturali in relazione alla posizione rispetto alla sutura trasversa. In genere si fa riferimento alla loro presenza, allo sviluppo in lunghezza e al rapporto che hanno con le setole dorsocentrali. Spesso sono assenti vere e proprie setole, sostituite da peli più o meno sviluppati.

### Setole anepisternali
Sono presenti nell'episterno dorsale, generalmente due, oltre all'eventuale presenza di peli o setoline. Si tratta di un importante elemento diagnostico che fa riferimento al numero, allo sviluppo comparato, alla posizione.

### Setole dorsocentrali
Sono allineate su due serie longitudinali simmetriche ai lati delle setole acrosticali, fra la linea longitudinale mediana e il margine dorso-laterale. Anche in questo caso si usa talvolta distinguere fra setole presuturali e postsuturali. Nelle descrizioni si fa in genere riferimento alla presenza e al numero di setole dorsocentrali.

### Setole infralari
Sono inserite presso il margine laterale del mesoscuto, all'altezza dell'inserzione dell'ala, più internamente rispetto alle sopralari.

### Setole katepisternali
Sono inserite nell'episterno ventrale. In genere è presente una sola setola, più sviluppata di altre eventualmente presenti. Insieme alle anepisternali sono l'elemento diagnostico di maggiore rilevanza nella caratterizzazione della chetotassi della regione pleurale.

### Setole notopleurali
Sono inserite sul notopleuron ed hanno perciò una posizione latero-dorsale. Nelle descrizioni si fa riferimento alla presenza e al numero.

### Setole omerali
Dette anche setole postpronotali, sono inserite anteriormente sul callo operale (o pospronoto) in entrambi i lati ed hanno perciò una posizione latero-dorsale anteriore. Nelle descrizioni si fa riferimento all'eventuale presenza e numero.

### Setole pleurali
Il termine fa genericamente riferimento alle setole posizionate sugli scleriti laterali del torace. Molti Autori, nelle descrizioni, non usano nomi specifici per queste setole ma si limitano a specificare l'eventuale presenza e numero nei singoli scleriti, oppure attribuiscono aggettivi derivati dal nome dello sclerite. La chetotassi più frequente relativa alle pleure è rappresentata dai seguenti annessi tricoidei:
- setole proepisternali, posizionate sull'episterno del primo segmento toracico (proepisterno);
- setole anepisternali, posizionate sull'episterno dorsale (anepisternum), in genere allineate verticalmente lungo la sutura pleurale;
- setole katepisternali, portate sull'episterno ventrale (katepisternum) in vario numero e posizione;
- setole anepimerali, portate sull'epimero dorsale (anepimeron), spesso allineate lungo il margine dorsale, sotto l'inserzione dell'ala;
- setole katepimerali, portate sull'epimero ventrale (katepimeron), in varie posizioni.

### Setole postalari
Sono inserite sul margine laterale posteriore del mesoscuto (callo postalare) e sono però posizionate dietro l'inserzione dell'ala.

### Setole postomerali
Sono setole presuturali inserite ai margini laterali del mesoprescuto, medialmente e posteriormente rispetto ai calli omerali.

### Setole postsuturali
Genericamente fanno riferimento a tutte le setole inserite sul mesoscuto dietro la sutura trasversa.

### Setole prescutellari
Sono setole acrosticali posteriori, inserite prima della sutura scutoscutellare, spesso più evidenti rispetto alle altre acrosticali ridotte a peli.

### Setole presuturali
Genericamente fanno riferimento a tutte le setole inserite sul mesoscuto prima della sutura trasversa.

### Setole scutellari
Sono inserite sullo scutello, in varie posizioni, spesso lungo il margine laterale e posteriore. In genere si fa riferimento al numero e alla presenza, ma a volte si indica anche la posizione. In questo caso la setola è detta basale se inserita sul margine laterale anteriore, subapicale se inserita sul margine laterale posteriore, apicale se inserita sul margine posteriore, discale se inserita al centro dello scutello.

### Setole sopralari
Sono inserite sul margine laterale anteriore del mesoscuto, in posizione anteriore e dorsale rispetto all'inserzione dell'ala.

## Chetotassi delle antenne
La chetotassi delle antenne non usa una terminologia specifica e nelle descrizioni si fa in genere riferimento alla presenza di setole o altri annessi tricoidei sui singoli articoli (scapo, pedicello, primo flagellomero e stilo).

## Chetotassi delle zampe
Le descrizioni, in genere, prendono in considerazione l'eventuale presenza, numero e disposizione di setole nella zona apicale delle tibie, l'elemento morfologico più importante ai fini tassonomici. Altre informazioni generiche, in genere, possono riguardare la distribuzione di peli o setole nel resto della tibia o sui femori.

## Chetotassi delle ali
Anche nel caso delle ali non si fa riferimento ad una terminologia specifica ma ci si limita a indicare la presenza di annessi tricoidei su determinate parti dell'ala. In genere, nelle descrizioni, si prende in considerazione la presenza e l'aspetto di setole o serie di setole su alcune nervature (in particolare la base della costa e i rami della radio), il margine dell'alula e il margine del lobo anale.
Ai fini tassonomici e cladistici è di particolare importanza la presenza di una lunga e robusta setola sul margine anteriore dell'ala, alla base della costa. Questo carattere è infatti ritenuto un'apomorfia all'interno degli Empidoidea.

## Chetotassi dell'addome
La presenza di setole nell'addome è in genere documentata, nelle descrizioni, per lo più facendo riferimento all'eventuale presenza di frange di setole o altre formazioni che si dispongono soprattutto in prossimità dei margini posteriori di determinati tergiti.